# Ashbysches Gesetz
Das Gesetz von der erforderlichen Varietät (engl. Law of Requisite Variety) gehört zu den zentralen Erkenntnissen der Kybernetik. Es wurde erstmals von W. Ross Ashby formuliert und wird daher manchmal auch Ashbysches Gesetz (engl. Ashby’s Law) genannt.
Das Gesetz besagt, dass ein System, welches ein anderes steuert, umso mehr Störungen in dem Steuerungsprozess ausgleichen kann, je größer seine Handlungsvarietät ist. Eine andere Formulierung lautet: Je größer die Varietät eines Systems ist, desto mehr kann es die Varietät seiner Umwelt durch Steuerung vermindern.
Häufig wird das Gesetz in der stärkeren Formulierung angeführt, dass die Varietät des Steuerungssystems mindestens ebenso groß sein muss wie die Varietät der auftretenden Störungen, damit es die Steuerung ausführen kann.